# Brúarfoss
De Brúarfoss is een waterval in IJsland. Hij ligt een aantal kilometers ten zuidwesten van de Geysir en kan alleen te voet bereikt worden. Het zeer heldere en sprankelende water valt eerst een stukje naar beneden, en vloeit dan in een overlangse, lange en smalle gleuf in het midden van de rivierbodem verder.

## Naam en legende
Brúarfoss betekent letterlijk brugrivierwaterval. In vroeger tijden was er ter hoogte van de waterval een natuurlijke brug. Het verhaal gaat dat een bediende van het bisdom te Skálholt deze in 1602 verwoestte toen er grote hongersnood op IJsland heerste. Hij wilde reizigers, die naar Skálholt kwamen om daar om voedsel te bedelen, op deze manier de weg beletten. Enige tijd later verdronk deze man overigens zelf in de rivier.